# 迈达科沃农村居民点
迈达科沃农村居民点（俄语：Майдаковское сельское поселение）是俄罗斯联邦伊万诺沃州帕列赫区所属的一个农村居民点。其下辖有个居民点，行政中心为迈达科沃。据2016年统计，该农村居民点的人口为1894人。